# Dolomieu
Dolomieu è un comune francese di 3 006 abitanti situato nel dipartimento dell'Isère della regione dell'Alvernia-Rodano-Alpi. Il paese è il luogo d'origine di Déodat de Dolomieu.

## Società

### Evoluzione demografica
Abitanti censiti